# Meng Chao-žan
Meng Chao-žan (čínsky pchin-jinem Mèng Hàorán, znaky 孟浩然, (689–740) byl klasický čínský básník období Tchang.

## Život
V mládí žil osamoceně v horách. Do hlavního města se dostal až ve čtyřiceti letech a stal se zde blízkým přítelem básníka Wang Weje. Nestál ale o úřednické místo, které se pro něho Wang Wej snažil získat, věnoval se raději toulkám a dlouhým besedám s přáteli.
Jeho poezie, která silně odráží myšlenky buddhismu a které se obdivovali básníci Li-Po a Tu Fu, vyjadřuje touhu po klidu mysli i srdce, po oproštění od každodenních malicherností. V krajinných básních podmanivě zachycuje pohodu venkovského života. Jeho pětislabičná osmiverší patří k vrcholným výtvorům této básnické formy.

## Ukázka z poezie
Čtyřverší Jarní svítání je uvedeno v překladu Josefa Hiršala:
Než nadál jsem se v jarním spánku, rozbřesk je tu.

Odevšad slyšte ptačí zpěv zaznívat za rozkvětu.

Po celou noc halasil vítr a šuměl déšť.

Kolik tak asi opadalo květů?

## Česká vydání
- Trojzvuk, Melantrich, Praha 1987, přeložil Josef Hiršal pod jménem Marty Ryšavé[2] (jde o výbor z poezie Meng Chao-žana, Wang Weje a Paj Siang-šana).